# デイビッド・リットマン

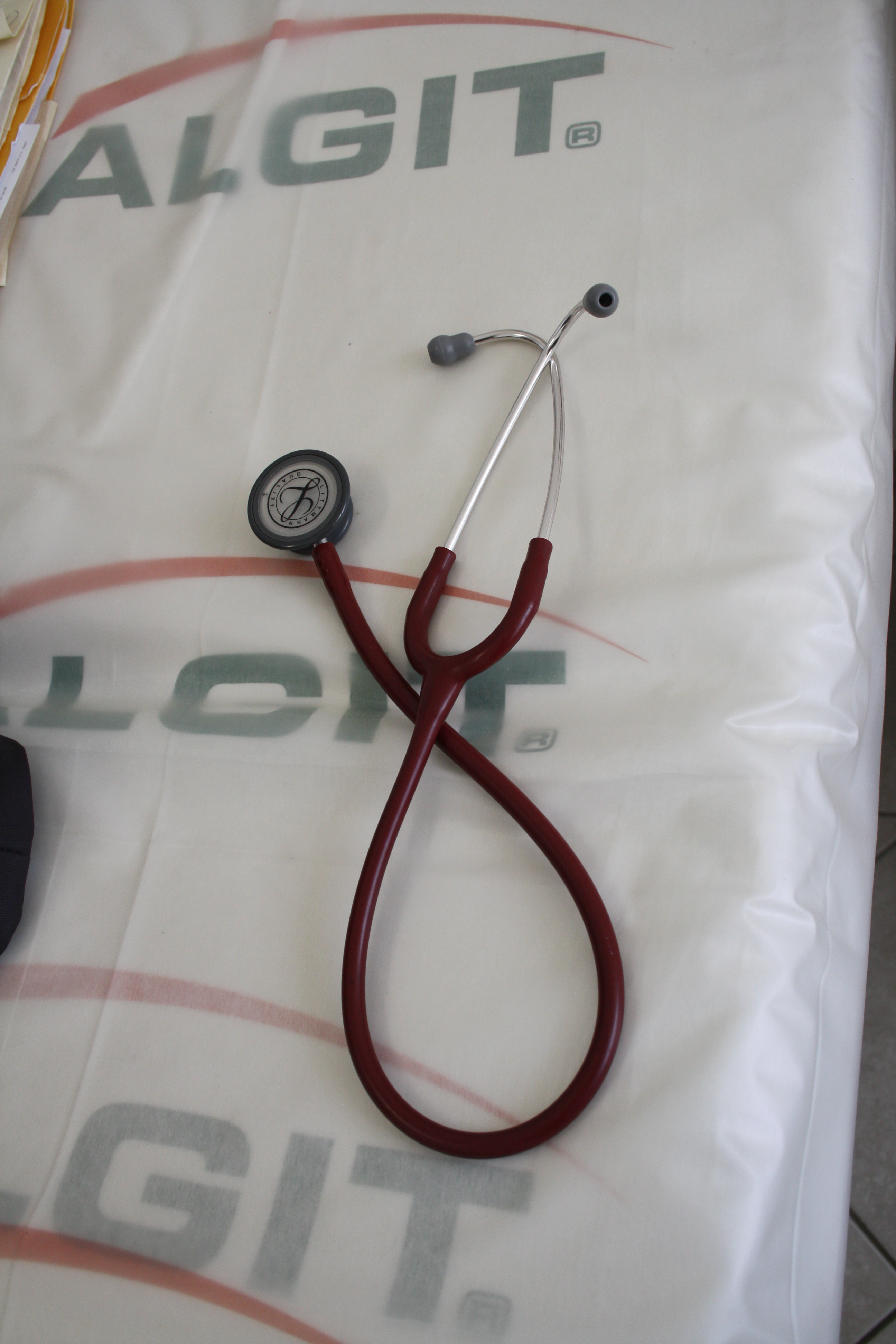
リットマン・ブランドの聴診器。ダイヤフラム面に「L」のマークが付いているのが特徴。

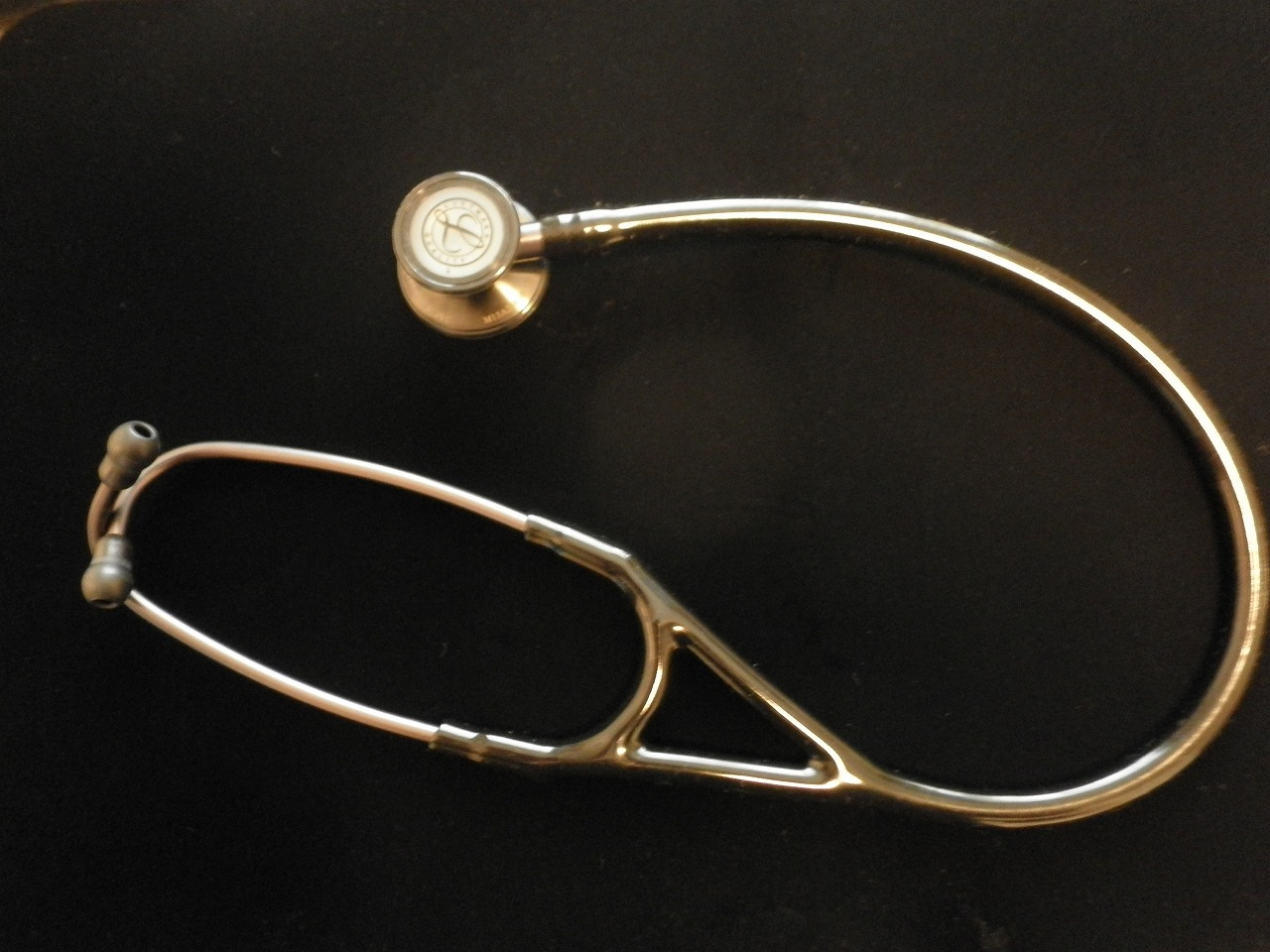
リットマン・ブランドの聴診器。スモークエディション

デイビッド・リットマン（David Littmann、1906年 - 1981年）は、アメリカ合衆国の循環器専門医、またハーバード大学医学部において教授職につき、研究者として活躍した人物。医学の世界では聴診の性能が高いリットマン型の聴診器の開発者としてその名が知られている。リットマンは聴診器を販売するためにガス・マックルップと共同でカーディオソニックス社を設立。カーディオソニックス社での聴診器ラインは、主として医師用および看護師用の2つのラインから構成されていた。1967年4月1日、3Mがカーディオソニックス社を買収し、リットマンは3Mでコンサルタントの地位に就いた。3Mは今日数多くのリットマン・ブランドの聴診器を販売している。